# Slaget i Bergen Bugt
60°23′58″N 5°18′49″Ø / 60.39944°N 5.31361°Ø
Slaget i Bergen bugt blev udkæmpet ud for Bergen den 12. august 1665 og var et søslag i Den anden engelsk-hollandske krig 1664-67. Slaget blev udkæmpet mellem en engelsk og en hollandsk flåde. De dansk-norske styrker i byen kom med i kampen på hollandsk side, og dette var den eneste gang, at Bergenhus fæstning kom i kamp. Slaget endte med en hollandsk sejr.
En flåde på tres hollandske skibe, herunder ti skibe fra det hollandsk ostindiske kompagni med en yderst værdifuld last ombord, søgte tilflugt i det neutrale Bergen, da de blev forfulgt af engelske krigsskibe. England og De forenede Nederlande var på dette tidspunkt i krig i den anden engelsk-hollandske krig og Frederik 3., konge af Danmark-Norge, var usikker på hvilket land han skulle støtte. Han indgik i hemmelighed en aftale med englænderne om at dele byttet hvis man angreb skibene.
Kongens beslutning nåede ikke frem til Bergen i tide, og da englænderne gik til angreb satte garnisonen på Bergenhus sig kraftigt til modværge. Kampen blev kort men blodig, og englænderne flygtede.

## Forhistorie

### Hidtidige krigsforløb
(Bemærk: I denne artikel anføres datoer efter den gregorianske kalender. Den julianske kalender, som dengang stadig blev brugt i England og Danmark/Norge var ti dage bagefter.)
Hen mod slutningen af den første engelsk-hollandske krig i 1654 var det gået tilbage for kong Karl 2. af England. Han manglede penge for at kunne finansiere en regering, som var uafhængig af Parlamentet, og det håbede han på at kunne få ved at tage bytte i en ny krig mod De forenede Nederlande. Royal African Company, som gerne ville skade sine hollandske konkurrenter, støttede ham. I foråret 1665 kom det til åben krig.
I den første søslag, slaget ved Lowestoft (13. juni 1665), var de hollandske skibe englænderne underlegne og blev tvunget til at trække sig tilbage til deres havne. Dermed fik den engelske flåde kontrol over de vigtigste handelsruter i Nordsøen og Den engelske kanal. Under kommando af jarlen af Sandwich lagde englænderne anker på Doggerbanke for at afvente konvojen fra de hollandske kolonier.
Den 27. juli 1665 indkaldte jarlen til krigsråd på grund af nyheder om at en hollandsk flåde under kommando af Michiel de Ruyter var på vej fra et plyndringstogt i de engelske kolonier i Amerika og var gået rundt om Skotland for at forsøge at nå de hollandske havne nordfra. De fleste officerer støttede tanken og at tage den korteste vej til den norske kyst i håb om at finde de Ruyter der. Men de mislykkedes, og de Ruyter nåede til Delfzijl den 6. august. Den engelske flåde ledte forgæves efter de hollandske skibe og begyndte efterhånden at mangle forsyninger. Da man fra neutrale skibe havde fået at vide, at en stor og rigt lastet hollandsk konvoj lå i Bergen havn, besluttede man på et nyt krigsråd den 9. august at angribe disse skibe, og 22 krigsskibe og 2 brandskibe blev sendt mod Bergen under ledelse af kontreadmiral Teddiman.

### Det ostindiske kompagnis handelskonvoj
Det ostindiske kompagni sendte en konvoj til Europa to gange om året. Da en ny krig var under opsejling gav man kommandoen til den erfarne og kampvante flagkommandør Pieter de Bitter (ca. 1620–66). Han fik dermed ansvar for den mest værdifulde last kompagniet havde sendt afsted indtil da – lasten var så stor fordi man ikke vidste hvor længe en kommende krig ville kunne hindre nye leverancer.
Bitters flåde forlod Hollandsk Ostindien 1. juledag 1664 med ordre om at undgå kontakt med engelske styrker. Da nyheden nåede ham om at krigen var brudt ud og at englænderne havde sejret ved Lowestoft, antog Bitter, at det ikke var muligt at sejle gennem den engelske kanal, og bestemte sig for at sejle rundt om Skotland for at nå hollandsk havn fra Nordsøen. Den 29. juni 1665 kom flåden ud for en storm, som førte til at den blev splittet, men de fleste skibe blev senere samlet i Bergen. Her modtog Bitter ordre fra Holland om at vente i den neutrale havn indtil en støttekonvoj kunne nå frem.
Den hollandske handelsflåde som lå i Bergen havn bestod af omkring 60 skibe. Ti af disse var skip fra det hollandsk ostindiske kompagni, og var fyldt med luksusvarer. I alt havde lasten en værdi på de europæiske markeder på omkring 11 millioner gylden eller tre millioner danske rigsdaler, mere end den danske krones samlede årlige indtægter. Hollænderne havde betalt hvad der svarede til 36 ton guld, eller 3.648.490 gylden for lasten.
Ikke hele den flåden fra det hollandsk ostindiske kompagni lå i Bergen. "Muskaatboom" (indkøbspris på ladningen ombord: 293.688 gylden) forsvandt under en storm ved Madagaskar og "Niewenhoven" (indkøbspris på ladningen: 77.251 gylden) og "Ooievaar" havde søgt havn i Trondheim. Bortset fra "Diemermeer" og "Amstelland" var alle skibene tungt bevæbnet, mange var specialbyggede skibe, som både fungerede som handels- og krigsskibe.
Man har stadig dagbogen fra den hollandske læge Wouter Schouten som beskriver hvordan det var at være mandskab i den hollandske flåde. Han beskriver også hvordan folk i Bergen tog imod de hollandske søfolk: «...dar i Bjørgvin vurdo me fagnade med ein Godvilje, Undring og Glede, som var yver all Maate. Menn og Kvende, Rike og Faatøke, Store og Smaa bad oss velkomne etter dan langa Ferdi, og vore Skip vurdo stendugt vitjade af Menn og Konor og Born, nyfikne etter aa sjaa seg um og høyra um alle dei Undr og Bisn i dei framande og fjerre Londi. Mange af dei beste Borgarar budo oss til Gest...»

### Diplomatiske forpostfægtninger
En forudsætning for et engelsk angreb på hollandske skibe i neutral dansk havn var samarbejde, eller i det mindste en stiltiende accept fra kongen. Godt nok var han bundet af flere aftaler med Det Nederlandske Forbund, men forholdet mellem de to lande var ikke uden gnidninger. Det hollandske monopol på handelen med Ostindien og Afrika hindrede udviklingen af den danske handel, desuden var forholdet anstrengt efter at Holland ikke havde givet Danmark den forventede støtte under Karl Gustav-krigene (1657-60).
Efter slaget ved Lowestoft gjorde Fredrik 3. tilnærmelser til England. Han gik ud fra at hvis England havde magten på havet ville mange hollandske handelsskibe søge tilflugt i danske havne, og kongen legede med tanken om at konfiskere de rige laster for at blive i stand til nedbringe statsgælden.
Den 14. juni foreslog den engelske udsending, Sir Gilbert Talbot, at indsætte engelske skibe og dele byttet. Da kongen ikke direkte afviste forslaget informerede Talbot sin regering om at danskerne var samarbejdsvillige. Den engelske øverstkommanderende, Hertugen af York, sendte omgående information og autorisation til jarlen af Sandwich. Dette skete inden krigsrådet den 27. juli, og dannede grundlag for den efterfølgende engelske operation i norsk farvand. Faktum var, at kong Frederik ikke vågede et brud med Holland. Han gik ud fra, at han kunne beholde sin status som neutral og alligevel få sin andel af det hollandske bytte som modydelse for at holde sig i ro. Kongen sendte ordre til von Ahlefeldt om at han skulle protestere mod det engelske angreb, men ikke foretage sig noget ud over det.
Både den engelske og den danske konge håbede at få fat i byttet uden at pengene havnede i statskassen, men i deres personlige formue. Kong Karl havde givet Lord Sandwich besked på at sørge for dette. Edward Montagu, Lord Sandwich sendte en slægtning med samme navn, Edward Montagu Sandwich, sammen med Teddiman for at sørge for at alt gik efter planen. Teddiman havde fået ordre om at handle så hurtigt og slagkraftigt som muligt for at undgå indblanding fra den britiske hovedflåde, noget som ville gøre det vanskeligt at hemmeligholde hvor pengene blev af.

### Manglende ordre
Bergen havde på dette tidspunkt to fæstninger ved bugten: Bergenhus og Sverresborg. Repræsentanter for begge flåder talte med den norske fæstningskommandant Johan Caspar von Cicignon og kommandanten for de norske styrker Claus von Ahlefeldt, som foreløbig besluttede sig for at holde sig udenfor konflikten. Han havde hørt rygter om den hemmelige aftale mellem den engelske konge Karl 2. og kong Frederik 3., men der var ikke kommet nogen ordrer.
Forholdsordren gik ud på at en styrke på fem krigsskibe fra en hvilken som helst nation kunne komme ind i havnen. Von Ahlefeldt antydede, at han ikke ville tillade andet. Kongens ordre til von Ahlefeldt om at han ikke skulle foretage sig andet end at protestere mod det engelske angreb, nåede ikke frem til Bergen i tide, og englændernes besked til Teddiman om at udsætte angrebet til von Ahlefeldt havde fået sin ordre blev opsnappet af hollænderne. Teddiman regnede med at aftalen var på plads.

## De engelske operationer ved Bergen
Den engelske flotille under kontreadmiral Thomas Teddimans kommando, bestod oprindelig af 22 krigsskibe, men blev reduceret til fjorten da 8 skibe sejlede for langt mod vest havnede forbi Bergen uden at komme tilbage til de andre skibe. Bortset fra kanonskibene var der også brandskibene "Bryar", "Greyhound" og "Martin Gally" med i flotillen. Teddiman kom til Bergen klokken 18.00 den 11. august og blokerede indsejlingen til bugten. Den engelske operation startede med et uheld: Teddimans flagskip "Revenge" gik på grund ved Nordnes, og først efter ihærdig indsats fik man det fri.
Bugten er kun 400 meter bred ved mundingen, så englænderne fik ikke plads til mere end syv skibe i åbningen, fra nord til syd: "Prudent Mary", "Breda", "Foresight", "Bendish", "Happy Return", "Sapphire" og "Pembroke". Linjen var så kort, at skibene næsten rørte hinanden. Da admiralen ikke vidste hvordan danskerne ville reagere, placerede han sine øvrige skibe udenfor kystforterne. "Norwich" lå udenfor et hollandsk batteri nord for Bergenshus. Ved siden af lå "Golden Lion" og "Society" som dækkede det danske Sverresborg-batteri på bakken nord for fæstningen og et dansk fort længere nordpå. Ved den vestlige bredn lå "Guernsey", "Revenge", "Coast Frigate" og "Guinea" i en nord-syd linje ved skanserne som lå på fremspring langs hele Nordnespynten og hvor man fra høje stillinger dominerede indsejlingen til bugten. "Martin Galley" sikrede Nordnes fra Puddefjordssiden.
Da meldingen om den engelske flåde kom til Bergenhus, havde fæstningen kun en styrke på omkring 100 mand, bestående af det Sognske kompagni og det Bergenhusiske kompagni, og meget få officerer. Kommandanten på Bergenhus, Ahlefeldt, fik hurtigt samlet to kompagnier mere, og på Nordnes blev omkring 150 mand af byens "gemene" indbyggere mønstret, eller "pøbel" som Ahlefeldt omtalte dem som.

### Forhandlinger og sidste forberedelser
En dansk tjenestemand gik ombord på det engelske flagskib "Revenge" og erklærede, at det ville blive anset som en fjendtlig handling, hvis flere end fem krigsskibe gik ind i bugten. Teddiman antog, at kommandanten på Bergenshus, Johan Caspar de Cicignon, ikke kendte til "arrangementet", og sendte Edward Montagu (en slægtning af Edward Montagu, jarlen af Sandwich) til forhandlinger med den danske øverstkommanderende for stridskræfterne i Norge, general Claus von Ahlefeldt. I realiteten havde generalen bare fået ordre til at holde de hollandske skibe i havnen til der ankom forstærkninger – og afventede yderligere ordre. Ahlefeldt gik derfor ud fra, at man ventede på danske forstærkninger. Kureren med den nye ordre forlod først København den 3. august, og da rejsen til Bergen tog ti dage nåede han ikke frem i tide.
Forhandlingerne mellem englænderne og danskerne varede hele natten. General von Ahlefeldt forsøgte at vinde tid i forventning om nye ordrer. Han forsikrede Montagu om sin samarbejdsvilje, men stillede som betingelse, at angrebet kun måtte ske med seks skibe, og først finde sted dem 16. august. Kontreadmiral Teddiman afviste ikke mindst den sidste betingelse kategorisk, for godt nok var hollænderne bedre forberedt, men på den anden side kunne de når som helst få forstærkninger. Klokken 04.00 forlod Montagu forhandlingsbordet, men blev straks efter sendt tilbage af Teddiman som nu truede fæstningerne med angreb, hvis de ikke ville samarbejde. Montagu hævdede, at den engelske flåde havde 2.000 kanoner og 6.000 mand, en påstand som ikke gjorde meget indtryk, da det var åbenbart, at det var en stor overdrivelse. Han blev taget endnu mindre seriøst da han tilbød Hosebåndsordenen hvis man samarbejdede. Selv om general Ahlefeldt til sidst bare bad om to dages udsættelse, blev forhandlingerne afbrudt ved morgengry, og englænderne begyndte at forberede angrebet.
I mellemtiden tog Montagu en lille omvej på tilbagevejen og lod båden ro langs den hollandske flåde for at inspicere deres forberedelser. Hollænderne respekterede havnens neutralitet, spillede nationalsangen Wilhelmus og hilste Montagu tre gange med hvid røg. Hans båd hilste tilbage.
Samtidig var der røre i byen eftersom engelske sømænd var gået i land for at skræmme befolkningen. Mange indbyggere flygtede. De Bitter kaldte hurtigt de hollandske besætninger, som var på landlov i Bergen, tilbage ved at ringe med kirkeklokkerne. Da kun få af hollænderne havde egentlig kamperfaring og ikke engang var hollændere, lovede han dem tre måneders ekstra løn hvis de vandt slaget. Sådanne løfter var bindende ifølge hollandsk lov, og løftet blev mødt med stor entusiasme. Da han sluttede sin tale med at spørge mændene: "Har I mod til at stå imod fjenden?» skal de ifølge de hollandske kilder have råbt: "Ja! Vi vil stå fast indtil vi har nedkæmpet fjenden og vil heller dø end at overgive en så rig skat eller os selv til englænderne!"
De fleste hollandske skibe lå langt inde i bugten. Omkring 300 meter fra den engelske linje placerede De Bitter fra nord til syd skibene "Slot Hooningen", "Catherina", flagskibet "Walcheren", "Gulden Phenix" og "Rijzende Zon". Tusindvis af søfolk fra de mindre skibe blev sendt afsted for at forstærke fæstningerne.

### Slaget
Tidligt om morgenen begyndte de engelske trommeslagere og trompetere at spille, og hollænderne forstod, at kampen snart ville begynde. En del af mandskaberne bøjede hovederne i en kort bøn, og kanonerne blev bemandet.
Omkring kl. fem om morgenen den 12. august gav kontreadmiral Teddiman ordre om at åbne ild mod de hollandske skibe som lå nogle hundrede meter borte. Hollænderne besvarede ilden. De engelske skibe udenfor de dansk-norske forter havde fået ordre om først at åbne ild hvis fæstningerne begyndte at skyde mod dem. Men fæstningerne stod ikke længere under en fælles ledelse, og de hollandske forstærkninger på fæstningerne åbnede ild mod de engelske skibe. Derefter begyndte englænderne at beskyde de dansk-norske fæstninger, og fæstningerne blev tvunget til at forsvare sig mod det engelske angreb. Omkring klokken seks gav general von Ahlefeldt ordre til at indstille beskydningen og hejste det hvide flag på Bergenhus. Kontreadmiral Teddiman havde ingen mulighed for at se dette, da hans flagskib "Revenge" lå indhyllet i krudtrøg på den andre side af bugten. Desuden havde ikke Ahlefeld længere kontrol over sine egne fæstninger, og efter 15 minutter tog han flaget ned igen.
I dansk/norsk historieskrivning forklares fæstningernes indtræden noget anderledes: Eftersom Bergen stikker lidt ud på nordsiden af bugten, måtte de nordlige engelske skibe skyde langs land for at nå hollænderne. Et engelsk skud landede i fæstningen og dræbte fire mennesker. Kommandanten beordrede da, at man skulle skyde tilbage mod englænderne. Indtil han fik meldingen om dræbte blandt de dansk-norske styrker, havde fæstningerne flaget med hvidt flag som tegn på neutralitet, men da han fik meldingen om tab, hejste de Dannebrog og indledte beskydningen af den engelske flåde, men først da han havde sørget for vidner på at han havde handlet i nødværge. Kanonerne på Bergenshus skød stort set uafbrudt i fire timer, mens kanonerne på Nordnes blev besvaret af em så kraftig beskydning at de en overgang måtte afbryde kampen.
Under kampen kom hollændernes overlegne ildkraft til sin ret. Regn og stærk vind sydfra betød at røgen fra de engelske kanoner hindrede englændernes udsyn. Skytterne så ikke, at de hollandske skibe sjældent blev ramt, og fik ikke korrigeret afstanden. Teddiman valgte ikke at bruge brandskibe for ikke at sætte den værdifulde last på spil, og vindretningen forhindrede også brugen av brandskibe.
Hollænderne havde placeret sine otte tungeste skibe således, at de kunne skyde bredsider mod englænderne, og de fleste mindre våben var også vendt mod englænderne, da det under alle omstændigheder ville være umuligt at manøvrere under slaget.
| Citat                                                                                          | Ved 6 Timen løyste dei med laust Krut eit Skot, som var Teiknet til Aasokni, og samstundes gaavo dei oss dat fulla Lag or 400 Stykki med slik Brest og Dyn, at dat var som Himili og Jordi øyddist; Kulorna flugo uteljande og surrande um Øyro vore og dat small og brast i kvart eit Skip og i Alt som ombord var, og sjølve Sjoen syntest sjoda og bulla; do hadde me til vor store Undring ikkje meir en 2 Daude. | Citat |
| Wouter Schouten skildrer hvordan det var at være på de hollandske skibe da kanonaden begyndte. | |       |

Den engelske flåde med omkring 600 kanoner og 2.000 mand var isoleret set en overlegen styrke i forhold til det danske arsenal som kun havde 125 kanoner og 200–300 mand, men da skibene var vendt mod hollænderne var de dårligt placeret i forhold til at besvare den danske beskydning. Hertil kom, at de fleste engelske skibe var fregatter som ikke kunne holde til så meget, som de store hollandske handelsskibe, samtidig med at hollænderne havde overtaget i ildstyrke.
Teddiman havde håbet at den hollandske moral var lav, og at de snart ville bryde sammen, og han afbrød ikke angrebet selv om det hollandske sammenbrud udeblev. Efter tre timer med nådesløs beskydning var de engelske skibe i blokaden tvunget til at flygte. Mandskaberne kappede ankertovene, men nogle skibe sad fast, og var på vej til at kæntre på grund af vægten af knækkede master. Dette betød, at de var nødt til at ankre op igen under beskydning for at skære sig fri. Englænderne flygtede omkring klokken 10.00, og sejlede nordpå i retning Herdla. Kontreadmiral Teddiman skrev senere:
| Citat                                    | I slottet og på fortet havde de over 300 kanoner udover de ostindiske skibe i havnen. Slaget varede i tre og en halv time med vinden ret ud af havnen så jeg havde mulighed for at indsætte brandskibene, der var så mange kanoner rettet mod mig, som ødelagde vore kabler, at vi drev ind i hinanden. Vinden blæste i sydlig retning; det værste sted noget menneske kunne være. | Citat |
| Kontreadmiral Sir Thomas Teddiman (1665) | |       |

Briterne led tab på 112 døde (blandt disse var de fleste kaptajner på skibene i blokaden) og 309 sårede. Den hollandske konvoj fik nogle skader på skibene, især "Catherina", et skib fra deres middelhavsflåde. Hollænderne havde omkring 25 døde og 70 sårede.
Fæstningen og kanonstillingen på Nordnes brugte i alt 80 centner krudt, 5.250 musketkugler, 1.017 kanonkugler, og 74 sække med jernskrot til kardæskerne. I løbet af slaget havde nordmændene 7 dræbte og 26 sårede. 18 kanoner på fæstningen blev ødelagt og Rosenkrantztårnet blev stærkt beskadiget. I selve byen blev 10 mennesker dræbt og flere købmandsgårde og huse ødelagt. Man frygtede nye angreb fra englænderne, så fæstningen blev hurtigt repareret. Hollænderne gav fæstningen fire store bronzekanoner og 37 jernkanoner for at forstærke den i tilfælde af nye angreb.
Andrew Marvell skrev i sit lange ironiske digt om krigen:
| Citat | Six Captains bravely were shot, And Mountago, though drest like any bride, Abroard the Admiral, was reacht, and died | Citat |
|       | |       |

"Reached" var en typisk stikpille fra Marvell, og kørte på det faktum, at Teddiman ikke havde placeret sit flagskib i blokadelinjen, selv om det var det klart kraftigste skib han havde.

### Involverede skibe
| De forenede Nederlande |                              |         |              |
| Skib                   | Kaptajn                      | Kanoner | Bemærkninger |
| "Slot Hooningen"       | Herman de Ruyter             | 60      |              |
| "Catharina"            | Ruth Maximilian              | 40      | Gik på grund |
| "Walcheren"            | Pieter de Bitter             | 60–70   |              |
| "Jonge Prins"          | Jacob Jochemszoon            | 60–66   |              |
| "Gulden Phenix"        | Jacob Burckhorst             | 65      |              |
| "Rijzende Zon"         | Ukjent                       | 50      |              |
| "Kogge"                | Luyt Pieterszoon             | 45      |              |
| "Wapen van Hoorn"      | Pieter Willemszoon van Weesp | 60–66   |              |
| England                |                              |         |              |
| Skib                   | Kaptajn                      | Kanoner | Bemærkninger |
| "Prudent Mary"         | Thomas Haward                | 28      |              |
| "Breda"                | Thomas Seale                 | 40–48   |              |
| "Foresight"            | Packington Brooks            | 34–48   |              |
| "Bendish"              | Robert Taylor                | 42      |              |
| "Happy Return"         | James Lambert                | 52      |              |
| "Sapphire"             | Thomas Elliot                | 36–40   |              |
| "Pembroke"             | Richard Cotton               | 22–34   |              |
| "Guernsey"             | John Utber                   | 22–30   |              |
| "Revenge"              | Thomas Teddiman              | 60      |              |
| "Golden Lion"          | William Dale                 | 42      |              |
| "Society"              | Ralph Lascelles              | 44      |              |
| "Norwich"              | John Wetwang                 | 24–30   |              |
| "Guinea"               | Thomas Room Coyle            | 34–40   |              |

## Efterspil
Ordrerne fra København nåede frem til von Ahlefeldt seks dage senere, den 18. august. Den hollandske flåde lå stadig i Bergen, og von Ahlefeldt tog dagen efter til Herdla for at forsøge at lappe forholdet til englænderne. Han tilbød dem at angribe en gang til, denne gang uden indblanding fra fæstningerne. Tilbuddet blev afvist, da Teddiman vidste, at han ikke kunne nå at forberede et nyt slag før det skete med hovedflåden havde afgjort det, som skulle ske. Von Ahlefeldt angreb heller ikke selv hollænderne.
I dagene efter slaget havde de befæstet deres stillinger kraftigt. En kæde blev spændt ud over indsejlingen til bugten og søfolkene forstærkede fæstningerne med hundrede ekstra kanoner. Da vinden drejede mod nord, ventede de et angreb fra Teddiman, men den britiske kontreadmiral, som nu var blevet genforenet med de otte skibe, som var sejlet forkert, gjorde ikke andet end at observere havnen på afstand. Den 20. august forlod han Norge for at slutte sig til hovedflåden, som allerede havde måttet sejle til England den 16. august på grund af mangel på forsyninger.
Stemningen i byen havde vendt sig mod hollænderne efter slaget. Borgerskabet havde heller ikke bidraget i særlig grad til at den engelske flåde havde måttet flygte. Det var de "gemene" i byen, som havde gjort en indsats, og det havde især hjulpet, at mange af dem havde været til søs og kunne bruge kanoner. Den hollandske læge Wouter Schouten beskriver stemningen i byen og ombord på de hollandske skibe i perioden hvor man forventede et nyt engelsk angreb således: "desse Folk, som fyrst hadde fagnat iss med slik Godvilje og Glede, sagde og klagade no, at me vaaro Skuld i all denne Ulukka" og "Me totto no, at dat saag heldr illa ut fyre oss; for skulde Engelsmannen vinna, luto me berga oss i Land, og daa vilde Ibuarane møta oss med Ovilje og Fjendskap, og me koma at standa millom tvo Eldar: Bymennerne framanfyre og Engelsmennerne bak oss."
13. august fik Sandwich at vide, at Michiel de Ruyter var nået frem. Han stævnede ud på havet igen, men mødte ikke Teddimans flotille, som sejlede lidt nord for ham. Ingen af de engelske grupper kendte til hinanden, og de vidste heller ikke at De Ruyter var lidt øst for dem, på vej nordpå. Da han kom tilbage var han blevet utnævnt til admiralløjtnant og overkommandør for den genopbyggede hollandske flåde, som nu bestod af 93 krigsskibe, 20 andre skibe, 12 brandskibe, 15.051 søfolk, 4.583 marinesoldater og 4.337 kanoner. Sandwich vendte tilbage til England, hvor han blev genforenet med Teddiman nær Flamborough Head den 18. august. Han ankrede op i Solebay den 22. for at få nye forsyninger og sejlede ud igen den 28. august.
I mellemtiden var De Ruyters støtteflåde ankommet til Bergen den 19. august. Den 23. sejlede han ud for at afskærme en planlagt afsejling for handelsflåden, men han måtte vende tilbage to dage senere på grund af vejret. Den hollandske flåde forlod Bergen den 29. august, og dagen efter blev konvojen på 184 skibe ramt af en orkan som varede til om eftermiddagen den 1. september. Da vejret klarede op var flåden fuldstændig spredt. De Ruyter havde da kun 37 krigsskibe og otte handelsskibe med sig. Sandwich lå øst for De Ruyter. Den 3. september lykkedes det Sandwich at afskære hollænderne og han erobrede fire krigsskibe: "Zevonwolden", "Westvrisland", "Groningen" og "Hoop" og endnu vigtigere: to handelsskibe fra det hollandsk ostindiske kompagni: "Slot Hooningen" og "Gulden Phenix", som de mistede igen i raidet på Medway.
Lord Sandwich fik fejlagtige oplysninger om, at De Ruyter var øst for sig med hele den hollandske flåde, og han sejlede derfor mod vest for at sikre sit bytte, og undgik derved De Ruyter, som var på vej østpå. Montague blev senere kraftigt kritiseret for dette, da han gik glip af en udmærket mulighed for at knuse hollænderne og i det mindste erobre flere af de værdifulde skibe. Den 9. september lykkedes det ham i stedet at afskære en anden gruppe med to handelsskibe fra Ostindien, fire krigsskibe og syv forsyningsskibe. Han afbrød jagten på tredive andre skibe, da han kom for tæt på De frisiske øer og vendte tilbage til Solebay den 11. september. De andre hollandske skibe kom i sikkerhed stort set samlet under De Ruyter.
For englænderne var det, at den hollandske flåde var nået hjem fra Ostindien, et alvorligt slag. De kunne kun finansiere deres egen krigsførelse ved at erobre konvojen. Tabet blev mildnet noget ved at de havde erobret nogle skibe. Lord Sandwich fik skylden for nederlaget og kom i unåde. Efter at han kom til Themsen fjernede han ulovligt, men måske med samtykke fra kong Karl, varer for betragtelige summer fra "Slot Hooningen" og "Gulden Phenix" og solgte dem i hemmelighed, hvorefter han delte pengene med sine ni flagofficerer. Selv fik han 4.000 pund.
Da det kom frem, havde Karl 2. ikke andet valg end at betale ham ud. Sandwich forsvarede sig med, at han kun havde taget en lille del af byttet, som blev anslået til at have en værdi på omkring 500.000 pund. Samuel Pepys beskrev i sin dagbog indtrykket af velstand efter at have besøgt et af de erobrede skibe den 16. november: «... og Sir Edmund Pooly tog mig ned i Indiensfareren, og der så jeg de største rigdomme en mand kan se i verden. Peber lå over alt, og man trådte i det og kryddernelliker og muskat. Jeg vadede i det op til knæene. Hele rum fyldt. Og silke i bundter, og kasser af kopper, en af dem så jeg åben (...) noget som var et så smukt syn som jeg har aldrig har set i hele mit liv.»
Lord Sandwhich følte sig også snydt af den danske konge, som Pepys skriver i sin dagbog for 18. september: "men det som min Lord virkelig undrer sig over og klandrer dansken for, er at torsken som har så stor gæld til hollænderne, havde en skat som var mere værd end hele hans krone, og som kunne have gjort hollænderne til tiggere for altid, ikke tog denne chance for at bryde med hollænderne, og dermed komme af med sin gæld og få den største skat i hænderne, som nogensinde er blevet samlet på jorden". I februar 1666 erklærede den danske konge krig mod England efter at have fået store summer i hollandsk støtte. Pieter de Bitter fik en udmærkelse fra det hollandske parlament Generalstaterne.
I dag sidder der stadig en kanonkugle fra slaget fast i tårnet på Bergen domkirke. To træfigurer som forestiller et løvehoved og et enhjørningehoved som var en del af udsmykningen på de engelske skibe findes i dag på Bergens Sjøfartsmuseum.

## Eksterne kilder
- Vragresterne efter slaget i bugten Bergens Tidende, 7. januar, 2005. (norsk)
- Bergenskartet: "Slaget på Vågen" Arkiveret 25. august 2011 hos  Wayback Machine (norsk)